# Tommy Mason
(en) Statistiques sur pro-football-reference
Thomas Cyril Mason, né le 8 juillet 1938 à Lake Charles dans l'État de Louisiane et mort le 22 janvier 2015 à Newport Beach dans l'État de Californie, est un Américain, joueur  professionnel de football américain ayant évolué au poste de running back dans la National Football League (NFL).
Au niveau professionnel, il joue pour les Vikings du Minnesota, les Rams de Los Angeles et termine sa carrière en 1971 chez les Redskins de Washington.
Au niveau universitaire, il joue de 1958 à 1960 pour la Green Wave représentant l'université Tulane.
Il est sélectionné en tout premier choix de la draft 1961 de la NFL (en) par la franchise des Vikings du Minnesota.

## Carrière universitaire
Tommy Mason intègre l'université Tulane de Louisiane (États-Unis), pour laquelle il joue au football américain dans l'équipe de Green Wave, entre 1958 et 1960. Pendant cette période où il joue un total de 30 matchs, il gagne un total de 1 020 yards à la course auquel il faut ajouter 527 yards et sept touchdowns en réception.

## Carrière professionnelle
Mason est sélectionné en tout (1er choix) lors du 1er tour de la draft 1961 de la NFL (en) par les Vikings du Minnesota. Ces derniers sont une franchise d'expansion. Mason est donc le premier choix de draft de leur histoire. Il rest également sélectionné par les Patriots de Boston en 2e choix du premier tour de la draft de l'American Football League (AFL) ainsi que par les Rough Riders d'Ottawa de la Ligue canadienne de football (LCF). Il rejette ces deux dernières offres et signe avec les Vikings qui lui proposent un salaire de 12 000 dollars pour sa saison rookie.
En six saisons et 70 matchs avec les Vikings, il accumule 3 252 yards et inscrit vingt-huit touchdowns. Il est sélectionné aus Pro Bowls 1962, 1963 et 1964. Il devient également le premier joueur des Vikings à être désigné All-Pro en 1963.
En 1967, il s'engage avec les Rams de Los Angeles. pour qui il joue pendant quatre ans. Il n'y inscrit que quatre touchdowns et y gagne moins de neuf cents yards par la course.
En 1971, il signe une dernière saison avec les Redskins de Washington avant de prendre sa retraite.

## Statistiques
| Année                   | Équipe                  | Statut                  | MJ |     | Courses | Courses | Courses | Courses |       | Passes réceptionnées | Passes réceptionnées | Passes réceptionnées | Passes réceptionnées |
| Année                   | Équipe                  | Statut                  | MJ | Nb. | Yards   | Moy.    | TD      | Nb.     | Yards | Moy.                 | TD                   |                      |                      |
| 1958                    | Green Wave de Tulane    | So.                     | 10 | 9   | 21      | 2,3     | 0       | 7       | 97    | 13,9                 | 0                    |                      |                      |
| 1959                    | Green Wave de Tulane    | Jr.                     | 10 | 81  | 336     | 4,1     | 0       | 5       | 54    | 10,8                 | 2                    |                      |                      |
| 1960                    | Green Wave de Tulane    | Sr.                     | 10 | 120 | 633     | 5,5     | 0       | 28      | 376   | 13,4                 | 5                    |                      |                      |
| Totaux NCAA (3 saisons) | Totaux NCAA (3 saisons) | Totaux NCAA (3 saisons) | 30 | 210 | 1020    | 4,9     | 0       | 40      | 527   | 13,2                 | 7                    |                      |                      |

| Année                      | Équipe                     | MJ  |      | Courses | Courses | Courses | Courses |       | Passes réceptionnées | Passes réceptionnées | Passes réceptionnées | Passes réceptionnées |  | Fumbles | Fumbles |
| Année                      | Équipe                     | MJ  | Nb.  | Yards   | Moy.    | TD      | Nb.     | Yards | Moy.                 | TD                   | Nb.                  | Perdus               |  |         |         |
| 1961                       | Vikings du Minnesota       | 13  | 60   | 226     | 3,8     | 3       | 20      | 122   | 6,1                  | 0                    | 7                    | 5                    |  |         |         |
| 1962                       | Vikings du Minnesota       | 14  | 167  | 740     |         | 2       | 36      | 603   | 16,8                 | 6                    | 9                    | 6                    |  |         |         |
| 1963                       | Vikings du Minnesota       | 13  | 166  | 763     | 4,6     | 7       | 40      | 365   | 9,1                  | 2                    | 14                   | 12                   |  |         |         |
| 1964                       | Vikings du Minnesota       | 13  | 169  | 691     | 4,1     | 4       | 26      | 239   | 9,2                  | 1                    | 9                    | 7                    |  |         |         |
| 1965                       | Vikings du Minnesota       | 10  | 141  | 597     | 4,2     | 10      | 22      | 321   | 14,6                 | 1                    | 9                    | 7                    |  |         |         |
| 1966                       | Vikings du Minnesota       | 7   | 58   | 235     | 4,1     | 2       | 7       | 39    | 5,6                  | 1                    | 6                    | 6                    |  |         |         |
| 1967                       | Rams de Los Angeles        | 13  | 63   | 213     | 3,4     | 0       | 13      | 70    | 5,4                  | 0                    | 2                    | 0                    |  |         |         |
| 1968                       | Rams de Los Angeles        | 12  | 108  | 395     | 3,7     | 3       | 15      | 144   | 9,6                  | 0                    | 2                    | 2                    |  |         |         |
| 1969                       | Rams de Los Angeles        | 13  | 33   | 135     | 4,1     | 1       | 11      | 185   | 16,8                 | 1                    | 0                    | 0                    |  |         |         |
| 1970                       | Rams de Los Angeles        | 6   | 44   | 123     | 2,8     | 0       | 12      | 127   | 10,6                 | 1                    | 1                    | 1                    |  |         |         |
| 1971                       | Redskins de Washington     | 10  | 31   | 85      | 2,7     | 0       | 12      | 109   | 9,1                  | 0                    | 2                    | 1                    |  |         |         |
| Totaux NFL                 | Totaux NFL                 | 124 | 1040 | 4203    | 4,0     | 32      | 214     | 2324  | 10,9                 | 13                   | 61                   | 47                   |  |         |         |
| Totaux Vikings (6 saisons) | Totaux Vikings (6 saisons) | 70  | 761  | 3252    | 4,3     | 28      | 151     | 1689  | 11,2                 | 11                   | 54                   | 43                   |  |         |         |
| Totaux Rams (4 saisons)    | Totaux Rams (4 saisons)    | 44  | 248  | 866     | 3,5     | 4       | 51      | 526   | 10,3                 | 2                    | 5                    | 3                    |  |         |         |

| Année      | Équipe                 | MJ |     | Courses | Courses | Courses | Courses |       | Passes réceptionnées | Passes réceptionnées | Passes réceptionnées | Passes réceptionnées |
| Année      | Équipe                 | MJ | Nb. | Yards   | Moy.    | TD      | Nb.     | Yards | Moy.                 | TD                   |                      |                      |
| 1967       | Rams de Los Angeles    | 1  | 2   | 13      | 6,5     | 0       | 0       | 0     | 0                    | 0                    |                      |                      |
| 1969       | Rams de Los Angeles    | 1  | 1   | 2       | 2,0     | 0       | 0       | 0     | 0                    | 0                    |                      |                      |
| 1971       | Redskins de Washington | 1  | 0   | 0       | 0       | 0       | 1       | 8     | 8,0                  | 0                    |                      |                      |
| Totaux NFL | Totaux NFL             | 3  | 3   | 15      | 5       | 0       | 1       | 8     | 8,0                  | 0                    |                      |                      |

## Vie privée
Mason a épousé en premières noces Rita Ridinger au milieu des années 1960. Il se marie ensuite avec la gymnaste Cathy Rigby en 1972 mais divorce en 1981. Il se marie une troisième fois avec Louise England en 1987 avant de nouveau divorcer en 1994. Il se marie une quatrième et dernière fois en 1999 avec Karen Kay Mason. Il meurt dans un hospice à Newport Beach dans l'État de Californie le 22 janvier 2015.
Mason fait partie du « 88 plan », un programme créé en l'honneur de l'ancien joueur NFL John Mackey qui, chez les Colts de Baltimore, portait le numéro 88. Mackey après un long combat contre la démence meurt des suites de cette maladie en 2011. Le 88 plan fut conçu afin d'aider financièrement, jusqu'à hauteur de 88 000 dollars par an, les anciens joueurs atteints de démence ou de la maladie d’Alzheimer.
En 2011, Mason se joint à un recours collectif intenté contre la NFL par d'anciens joueurs, affirmant que les responsables de la ligue connaissaient ou auraient dû connaître les risques de lésions consécutives aux commotions cérébrales ou aux blessures répétées à la tête.